# Grupul celor cinci
Grupul celor cinci (sau în rusă могучая кучка, transliterat: moguciaia kucika însemnând grupul puternic) a fost un grup de compozitori ruși din secolul al XIX-lea: Mili Balakirev, Aleksandr Borodin, Kiui, Modest Musorgski și Nikolai Rimski-Korsakov. Ei s-au numit pe ei înșiși „Novatori”.

## Scurt istoric

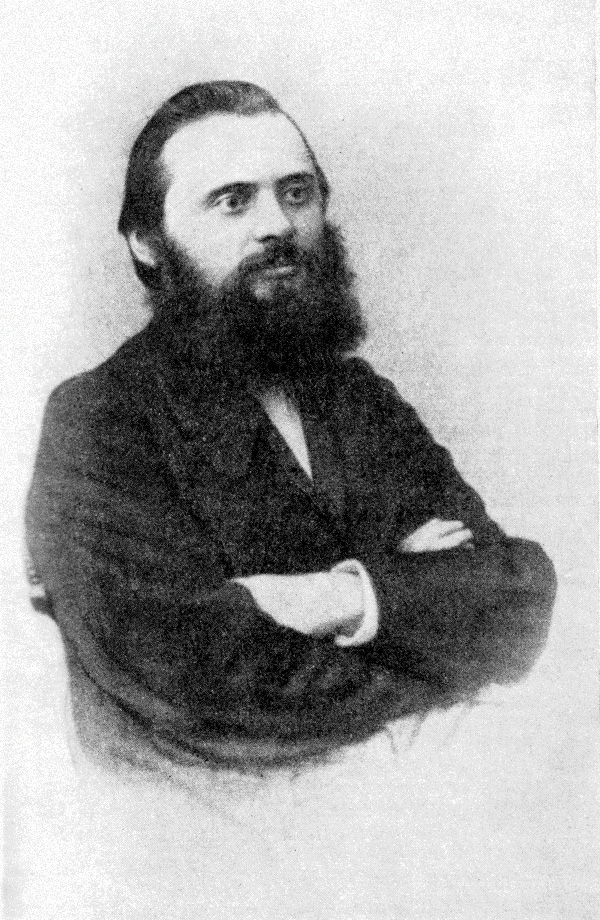
Mili Balakirev
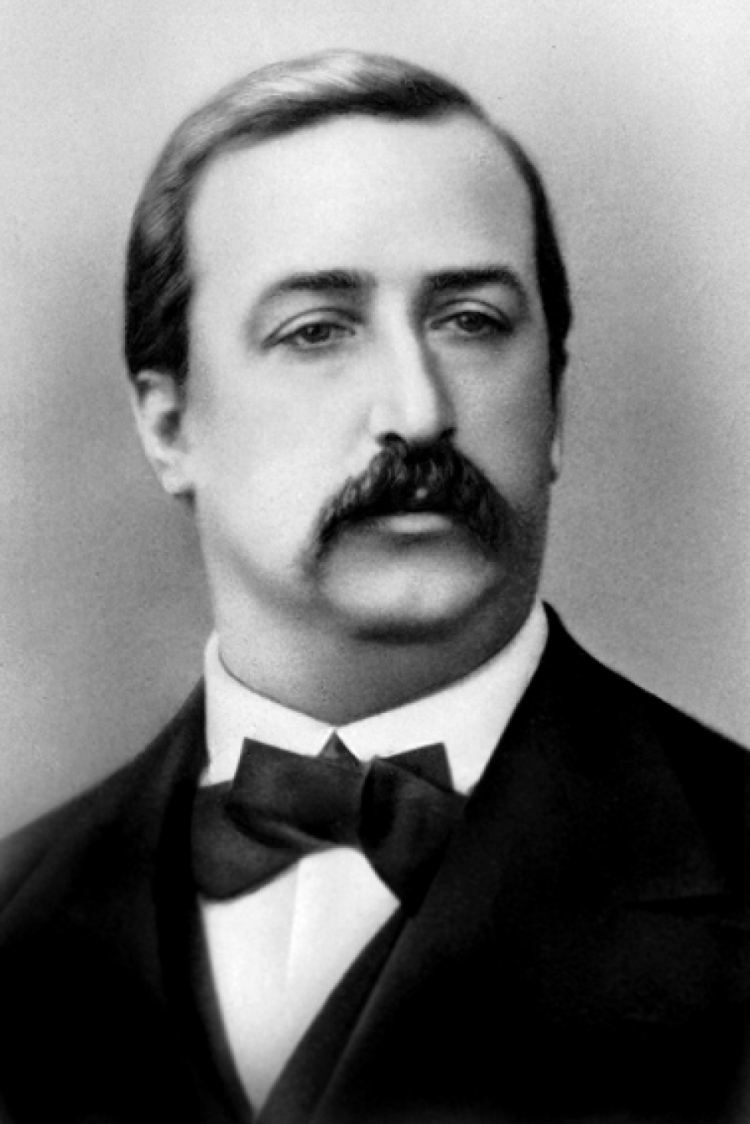
Aleksandr Borodin
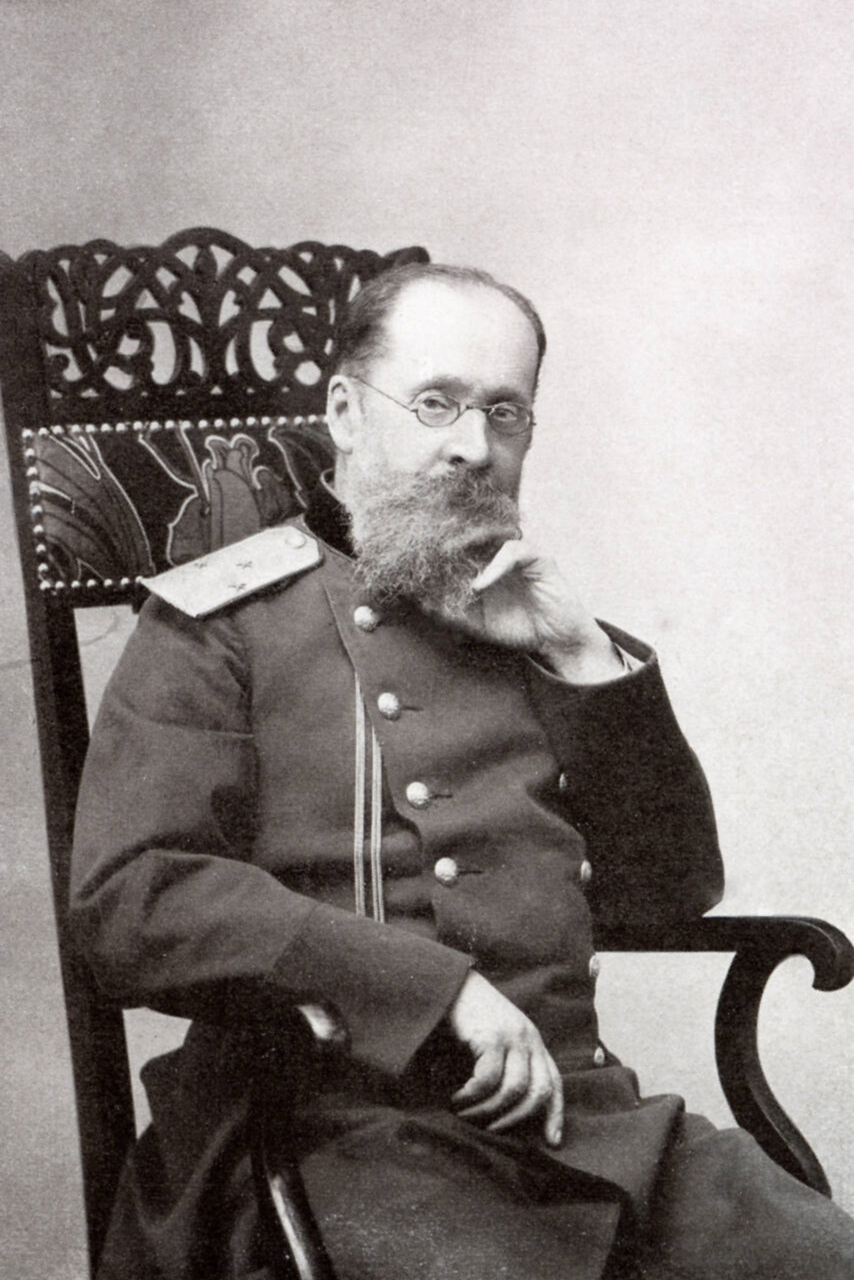
César Kiui
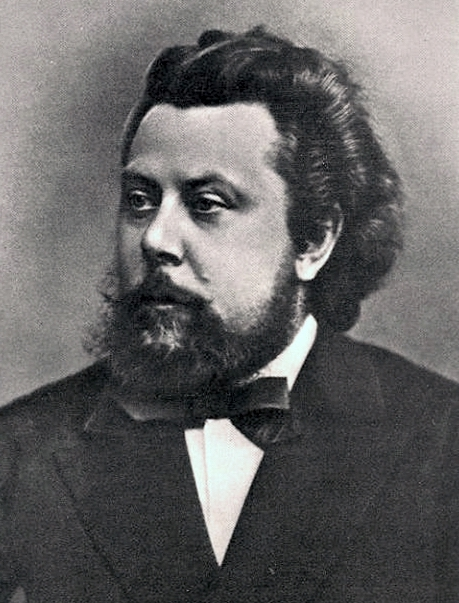
Modest Musorgski
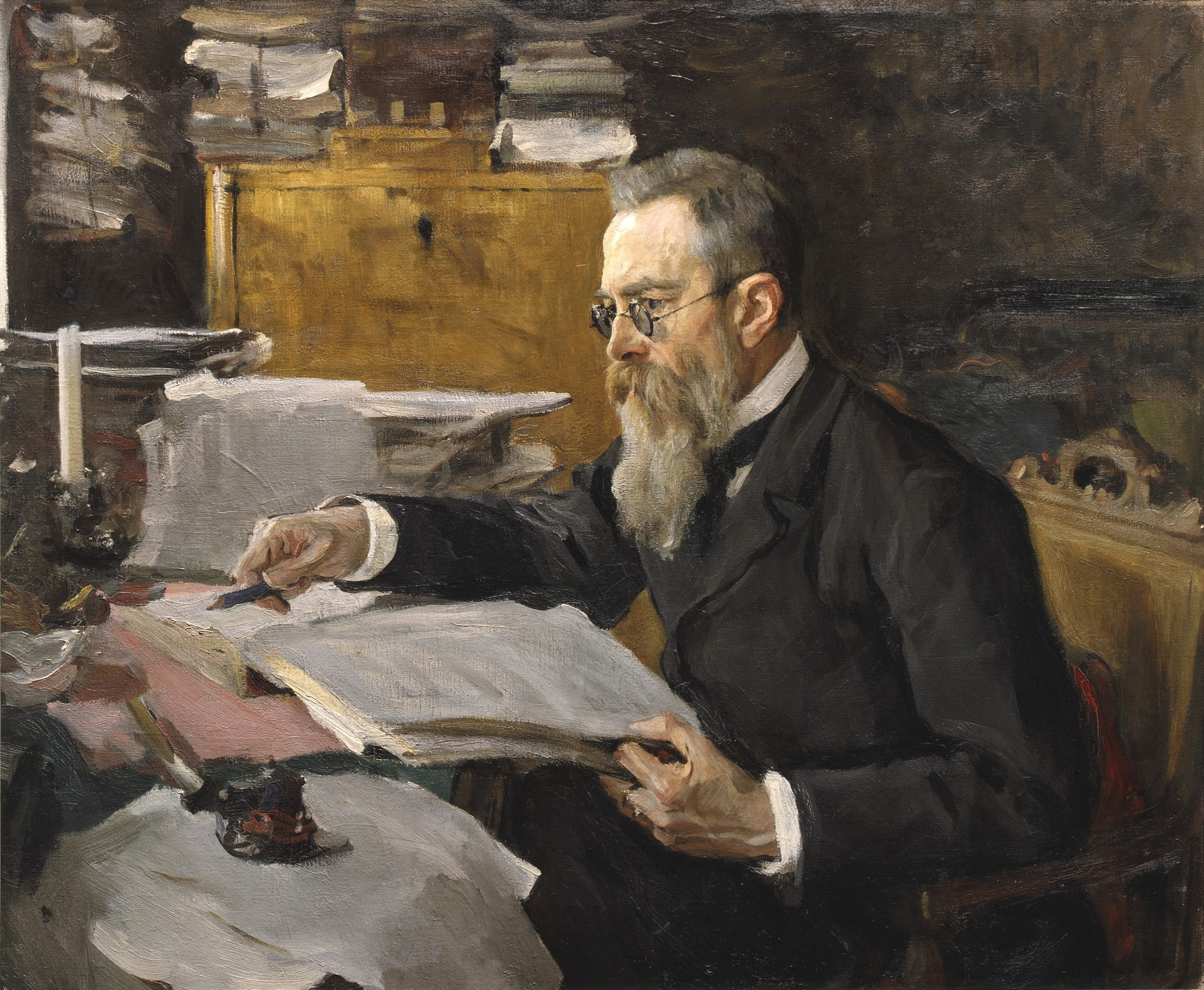
Nikolai Rimski-Korsakov

Compozitorii s-au unit la Sankt Petersburg în 1862. Eminentul critic de artă Vladimir Stasov a fost mentorul și ideologul grupului. Scopul lor era promovarea muzicii naționale ruse ca o muzică cu caracter popular și pentru realism. Grupul celor cinci s-a distins astfel de alți compozitori ruși care erau mai orientați către modelele vest-europene. Cei mai renumiți reprezentanți ai celuilalt grup de compozitori includ pe Piotr Ilici Ceaikovski și Anton Rubinstein.

Grupul este cunoscut și sub denumirea de cercul lui Balakirev, conducătorul cercului.
Centrul activității grupului a fost „Școala muzicală gratuită”, întemeiată în 1862 de Balakirev la Petersburg.